# Pernettyopsis
Pernettyopsis es un género  de plantas fanerógamas perteneciente a la familia Ericaceae.  Comprende 4 especies descritas.

## Taxonomía
El género  fue descrito por King & Gamble y publicado en Journal of the Asiatic Society of Bengal. Part 2. Natural History 74(2): 79. 1906. La especie tipo no ha sido designada. 

## Especies
- Pernettyopsis breviflora Ridl.
- Pernettyopsis malayana King & Gamble
- Pernettyopsis megabracteata Argent
- Pernettyopsis subglabra King & Gamble